# Gambroides chilonis
Gambroides chilonis là một loài tò vò trong họ Ichneumonidae.